# Saladin (film)
Pour les articles homonymes, voir Saladin (homonymie).
Pour plus de détails, voir Fiche technique et Distribution.
Saladin (en arabe الناصر صلاح الدين, Al Nasser Salah Ad-Din), est un film égyptien réalisé par Youssef Chahine, sorti en 1963.

## Synopsis
Durant les deuxième et troisième croisades, le sultan d’Égypte et de Syrie, Saladin, qui vient de vaincre les Croisés à Alexandrie, lutte contre une nouvelle expédition de Richard Coeur de Lion et Philippe Auguste. Entre les traîtrises de Renaud de Châtillon, qui massacre des pèlerins musulmans sur le chemin de la Mecque, et les luttes des cours française et anglaise, Saladin garde sa volonté de reconquérir Jérusalem. Richard, trahi par ses alliés, propose la paix à Saladin, qui l’accepte en promettant que la ville restera ouverte : « La religion est pour Dieu et la terre est pour tous.

## Fiche technique
- Titre : Saladin
- Titre original : الناصر صلاح الدين (Al Nasser Salah Ad-Din)
- Réalisation : Youssef Chahine
- Scénario : Mohamed Abdel Gawad, Youssef Chahine, Abderrahman Charkawi, Youssef El Sebai, Ezz-Eddine Zoulficar d'après le roman de Naguib Mahfouz
- Musique : Angelo Francesco Lavagnino
- Photographie : Wadid Sirry
- Maquillage : M. Ibrahim
- Effets spéciaux : Antoine Polisois
- Production : Assia Dagher, Lotus Films[1],[2]
- Format : couleur - son mono
- Genre : film historique, action, aventure
- Durée : 175 minutes
- Dates de sortie :
  - Égypte : 1963
  - France : 30 avril 1975

## Distribution
- Ahmed Mazhar : Saladin
- Salah Zulfikar : Issa al awwam
- Nadia Lutfi : Louise de Lusignan
- Hamdi Geiss : Richard Cœur de Lion
- Tewfik El Dekn : le prince d'Acre
- Omar El-Hariri : Philippe II de France
- Mahmoud El-Meliguy : Conrad de Montferrat
- Layla Fawzi : Virginia, princesse de Kerak
- Laila Taher : la reine Berengère de Navarre
- Zaki Toleimat : le duc Arthur
- Ahmed Louxor : Renaud de Châtillon
- Fattouh Nchati : Guy de Lusignan
- Mohamed Abdel Gawad
- Ibrahim Emara
- Salah Nazmi
- Hussein Riad
- Mohamed Sultan
- Mohamed Hamdi
- Sami Loutfi